# Heringcápafélék
A heringcápafélék (Lamnidae) a porcos halak (Chondrichthyes) osztályába és a heringcápa-alakúak (Lamniformes) rendjébe tartozó család.

## Tudnivalók
Ez a cápacsalád nagytestű, ragadozó életmódot folytató cápafajokat foglal magába. Áramvonalas testfelépítésű, gyorsúszó porcos halak, melyek a tengerek és óceánok nyílt vizeit járják be, olykor a partok közelébe is merészkednek, amikor ott táplálékbőség található. A fejük hegyes orrban végződik, kopoltyúnyílásaik szélesek. Legfőbb jellemzőjük az elülső hátúszójuk, mely nagy és sarló alakú. A második hátúszó és a farok alatti úszók, ehhez képest nagyon kicsik. Mivel testük jó tömzsi, általában kétszer olyan nehezek, mint egy hasonló méretű, de más családbeli cápa.
A tudományos családnevüket, a Lamnidae-t Lamiáról, a kísérteties, alvilági istennőről kapták.

## Rendszerezés
A családba az alábbi 10 nem tartozik, azonban ezekből, manapság csak háromnak van ma is élő képviselője:
- †Carchariolamna Hora, 1939
- Carcharodon A. Smith, 1838 – 1 élő faj
- †Cosmopolitodus Glikman, 1964
- Isurus Rafinesque, 1810 – 2 élő faj
- †Isurolamna Cappetta, 1976
- †Karaisurus Kozlov in Zhelezko & Kozlov, 1999
- †Lamiostoma Glikman, 1964
- Lamna Cuvier, 1816 – 2 élő faj; típusnem
- †Lethenia Leriche, 1910
- †Macrorhizodus Glikman, 1964

Korábban a fosszilis Squalicorax cápanemet, Corax név alatt ebbe a családba sorolták.

### Fordítás
- Ez a szócikk részben vagy egészben  a   Lamnidae című angol Wikipédia-szócikk ezen változatának fordításán alapul.  Az eredeti cikk szerkesztőit annak laptörténete sorolja fel. Ez a jelzés csupán a megfogalmazás eredetét és a szerzői jogokat jelzi, nem szolgál a cikkben szereplő információk forrásmegjelöléseként.